# 心療内科医・涼子
『心療内科医・涼子』（しんりょうないかい・りょうこ）は、1997年10月13日から12月15日まで毎週月曜日22:00 - 22:54に、読売テレビ制作・日本テレビ系「月曜22時」枠で放送されたテレビドラマ。主演は室井滋。

## 概要
明邦大学医学部付属病院の心療内科に通院する様々な“心の病”を持った患者の症例を中心に描いた作品。
患者役には豪華ゲストが毎回登場した。
視聴率は前番組『失楽園』ほどの高水準ではないものの、日本テレビ系月曜22時枠のドラマとしては堅調な推移を見せた。

## キャスト

### 明邦大学付属病院
- 望月涼子(38)：室井滋
心療内科医。「暴走特急」の異名を持つ。
自身も乳児期のPTSDによる暗所恐怖症による暗闇恐怖、過呼吸症状を持っている。
タフな面と同時に繊細さが強く、患者の問題点にいち早く察する能力と、自身や患者の苦しみに対する理解が深い名医である。
これにより現実離れした心療内科医としての治療を作品の中でケア、治療をするが、行き過ぎた行動に対してチームが支える場面がある。
- 杉本陽一(37)：寺脇康文
心療内科医局長。
望月涼子とは同僚で唯一の理解者であり、涼子への愛がある。
- 飯島武(25)：河相我聞
心療内科研修医であり、望月涼子とはペアで治療にあたる話がある。
- 川村安奈(26)：黒谷友香
心療内科専修医。
- 野田周平(26)：関口知宏
心療内科専修医。
- 松本梨香(22)：星野有香
心療内科看護婦。
- 田口裕子(22)：春菜千広
心療内科看護婦。
- 中谷加奈子(20)：豊田麻里
心療内科看護婦。
- 坂下直子(40)：萬田久子
心療内科看護婦長。
涼子の理解者と同時に涼子を支えたり、自身の経験から適切な助言をする面を持ち合わせている。

### その他
- 平岡周(41)：日野陽仁
心療内科医行きつけの「平岡寿司店」主人であり、かつて涼子の治療を受け回復した主人でもあり、涼子に片思いをしている。
- チエコちゃん(6)：吉谷彩子
時々涼子の前に姿を現す少女。
涼子の心の中に存在するインナーチャイルドで実在しないが、涼子が苦しむシーンでは涼子への適切な助言をしている。

## 放送日程・ゲスト
| 各話                                                       | 放送日                         | サブタイトル           | 症例                         | ゲスト出演者・役名                                                          | 視聴率 |
| ---------------------------------------------------------- | ------------------------------ | ---------------------- | ---------------------------- | --------------------------------------------------------------------------- | ------ |
| 第1話                                                      | 1997年10月13日 (22:00 - 23:24) | 「盗食する女」         | 共依存、過食症               | 市枝都：麻生祐未 市枝伸子：藤田朋子 純一：石橋保                            | 15.4%  |
| 第2話                                                      | 1997年10月20日                 | 「虚言する女」         | 虚言癖                       | 花岡キヨノ：篠原涼子                                                        | 15.5%  |
| 第3話                                                      | 1997年10月27日                 | 「良い子は母を殴る」   | 家庭内暴力                   | 須藤早紀：榎本加奈子 須藤芙美子：結城しのぶ 須藤誠一：遠城啓輔              | 15.7%  |
| 第4話                                                      | 1997年11月3日                  | 「買い物しすぎる女」   | 買い物依存症                 | 東由香里：斎藤由貴 東茂樹：伊藤俊人 東太一：三觜要介 カウンセラー：小倉久寛 | 14.7%  |
| 第5話                                                      | 1997年11月10日                 | 「顔を変え続ける女」   | 身体醜形障害                 | 沢田美樹：菊池麻衣子 悟：東根作寿英                                         | 13.7%  |
| 第6話                                                      | 1997年11月17日                 | 「嫁 vs 姑 心理戦争」  | 心身症、家族                 | 藤川みなみ：羽野晶紀 藤川藍子：水野久美 藤川達郎：山口粧太                  | 14.7%  |
| 第7話                                                      | 1997年11月24日                 | 「水を飲み続ける少女」 | 父子関係、アダルトチルドレン | 館林絵里：奥菜恵 館林祐司：石丸謙二郎 館林千里：岡まゆみ                    | 14.3%  |
| 第8話                                                      | 1997年12月1日                  | 「トラブルメーカー」   | 境界性パーソナリティ障害     | 稲村沙織：松嶋菜々子                                                        | 12.8%  |
| 第9話                                                      | 1997年12月8日                  | 「首が回らない女優」   | 痙性斜頸、母子関係           | 仙石カナコ：手塚理美 寺崎満江：谷口香                                       | 10.6%  |
| 最終話                                                     | 1997年12月15日                 | 「子供を投げる母」     | 母子関係、愛                 | 清水麻美：田中律子 麻美の母・則子：絵沢萠子 清水真治：古藤芳治              | 11.6%  |
| 平均視聴率 14.0%（視聴率は関東地区・ビデオリサーチ社調べ） |                                |                        |                              |                                                                             |        |

## スタッフ
- 脚本：森下直（1・9話）、金谷祐子（2・5・8話）、横田理恵（3・6・7・10話）、真部千晶（4話）
- シリーズ構成：町山広美[1]
- 演出：国本雅広（1・3・6話）、佐々木章光（2・4・10話）、田中壽一（5・9話）、岡島明（7話）、北川学（8話）
- 音楽：トーレ・ヨハンソン
- 主題歌
  - オープニング：Le Couple「Sofa」
  - エンディング：室井滋「風よ」
- チーフプロデューサー：山本和夫（読売テレビ）
- プロデューサー：今村紀彦（読売テレビ）、出口孝臣（アミューズ）、佐藤丈（ノアズ）
- 制作協力：アミューズ、ノアズ
- 製作著作：読売テレビ

## 受賞
- 第15回ザテレビジョンドラマアカデミー賞
  - 主演女優賞（室井滋）
  - ザテレビジョン特別賞

## 関連商品
VHS
- 心療内科医・涼子 1巻〜4巻（1998年2月21日発売、バップ）

サウンドトラック
- 心療内科医・涼子 オリジナル・サウンドトラック〜イン・アワーズ・タイム（1997年11月9日発売、ポニーキャニオン）

書籍
- 心療内科医 涼子（1997年12月12日発売、読売テレビ放送株式会社・編 アミューズブックス発行） - 専門家の解説が付いたノベライズ本。6話以降については、作品に対しての批難があったため6話以降は出版されていない。現在は絶版 ISBN 978-4-906613-26-7

## その他
放送開始直後から、心療内科の現場で働く医師による抗議が相次いでいた。主だったものとして、
- 取り上げる病気が不適切（心療内科ではなく、精神科が扱う病気）。
- その病気の描写があまりにもセンセーショナル。（心療内科の患者が心療内科に行きにくくなる）
- 現実の医師は、涼子のような行動はとらない。
- ドラマを見て、すぐに治ると期待し、結果的に病院を転々としてしまう危険性。

などといった意見が寄せられた。日本心療内科学会でも問題になり、読売新聞に抗議文を出す事態になったが、これに対し読売テレビは、「これから撮影するものに関しては、十分に配慮する」と釈明。また番組のラストに「望月涼子のキャラクター設定上、実際の心療内科医を超えた描写があります」というテロップも出されていた。
こうした抗議について、番組アドバイザーである東邦大学医学部附属大森病院心療内科は、
- 心療内科の範囲を逸脱しているとテレビ局に抗議した。
- ただし、心療内科は純粋な心身症だけを見るべきだとの批判には、反論する。本来の心身症の患者は、心療内科受診者の15%にすぎない。
- ドラマはオーバーな点があるが、精神科の対象になる患者が来ているのも事実。そういうニーズに応えるのも、将来的には大事ではないか。

とのコメントを出している。